# La Concorde
"La Concorde" (tiếng Việt: Hòa hợp) là quốc ca của Gabon.

## Lời hiện tại (1960-nay)
| Lời ngôn ngữ gốc | Lời dịch tiếng Việt |
| --- | --- |
| Uni dans la Concorde et la fraternité Éveille-toi Gabon, une aurore se lève, Encourage l'ardeur qui vibre et nous soulève! 𝄆 C'est enfin notre essor vers la félicité. 𝄇                   | Hiệp nhất trong sự hòa hợp và tình huynh đệ Hãy thức dậy Gabon, bình minh đang lên, Khuyến khích lòng nhiệt thành rung động và nâng chúng ta lên! 𝄆 Đây cuối cùng cũng là lúc chúng ta vươn tới hạnh phúc. 𝄇             |
| Éblouissant et fier, le jour sublime monte Pourchassant à jamais l'injustice et la honte. Qu'il monte, monte encore et calme nos alarmes, Qu'il prône la vertu et repousse les armes.      | Rực rỡ và kiêu hãnh, ngày tuyệt vời trỗi dậy Mãi mãi theo đuổi sự bất công và xấu hổ. Mong nó trỗi dậy, trỗi dậy trở lại và xoa dịu những cảnh báo của chúng ta, Hãy để anh ta ủng hộ đức hạnh và từ chối vũ khí.        |
| Uni dans la Concorde et la fraternité Éveille-toi Gabon, une aurore se lève, Encourage l'ardeur qui vibre et nous soulève! 𝄆 C'est enfin notre essor vers la félicité. 𝄇                   | Hiệp nhất trong sự hòa hợp và tình huynh đệ Hãy thức dậy Gabon, bình minh đang lên, Khuyến khích lòng nhiệt thành rung động và nâng chúng ta lên! 𝄆 Đây cuối cùng cũng là lúc chúng ta vươn tới hạnh phúc. 𝄇             |
| Oui que le temps heureux rêvé par nos ancêtres Arrive enfin chez nous, réjouisse les êtres, Et chasse les sorciers, ces perfides trompeurs Qui sèment le poison et répandent la peur.      | Vâng, khoảng thời gian hạnh phúc mà tổ tiên chúng ta hằng mơ ước Cuối cùng đến nhà của chúng tôi, làm chúng sinh hoan hỷ, Và xua đuổi những phù thủy, những kẻ lừa dối xảo trá Ai gieo thuốc độc và gieo rắc nỗi sợ hãi. |
| Uni dans la Concorde et la fraternité Éveille-toi Gabon, une aurore se lève, Encourage l'ardeur qui vibre et nous soulève! 𝄆 C'est enfin notre essor vers la félicité. 𝄇                   | Hiệp nhất trong sự hòa hợp và tình huynh đệ Hãy thức dậy Gabon, bình minh đang lên, Khuyến khích lòng nhiệt thành rung động và nâng chúng ta lên! 𝄆 Đây cuối cùng cũng là lúc chúng ta vươn tới hạnh phúc. 𝄇             |
| Afin qu'aux yeux du monde et des nations amies Le Gabon immortel reste digne d'envie, Oublions nos querelles, ensemble bâtissons L'édifice nouveau auquel tous nous rêvons.                | Vì vậy, trong con mắt của thế giới và các quốc gia thân thiện Gabon bất tử vẫn đáng ghen tị, Hãy quên đi cãi vã, hãy cùng nhau xây dựng Tòa nhà mới mà tất cả chúng ta đều mơ ước.                                       |
| Uni dans la Concorde et la fraternité Éveille-toi Gabon, une aurore se lève, Encourage l'ardeur qui vibre et nous soulève! 𝄆 C'est enfin notre essor vers la félicité. 𝄇                   | Hiệp nhất trong sự hòa hợp và tình huynh đệ Hãy thức dậy Gabon, bình minh đang lên, Khuyến khích lòng nhiệt thành rung động và nâng chúng ta lên! 𝄆 Đây cuối cùng cũng là lúc chúng ta vươn tới hạnh phúc. 𝄇             |
| Des bords de l'Océan au cœur de la forêt, Demeurons vigilants, sans faiblesse et sans haine! Autour de ce drapeau, qui vers l'honneur nous mène, Saluons la Patrie et chantons sans arrêt! | Từ bờ biển đến trung tâm rừng, Chúng ta hãy luôn cảnh giác, không yếu đuối và không hận thù! Xung quanh lá cờ này, dẫn chúng ta tới danh dự, Chúng ta hãy chào Tổ quốc và hát không ngừng!                               |
| Uni dans la Concorde et la fraternité Éveille-toi Gabon, une aurore se lève, Encourage l'ardeur qui vibre et nous soulève! 𝄆 C'est enfin notre essor vers la félicité. 𝄇                   | Hiệp nhất trong sự hòa hợp và tình huynh đệ Hãy thức dậy Gabon, bình minh đang lên, Khuyến khích lòng nhiệt thành rung động và nâng chúng ta lên! 𝄆 Đây cuối cùng cũng là lúc chúng ta vươn tới hạnh phúc. 𝄇             |